# Högna Sigurðardóttir
Högna Sigurðardóttir (auch: Sigurðardóttir-Anspach; * 6. Juli 1929 in Birtingaholti, Vestmannaeyjar, Island; † 10. Februar 2017 in Reykjavík) war eine isländische Architektin. Ihre Wohnbauten der 1960er Jahre in Island verbinden lokale Traditionen mit der brutalistischen Moderne. In Frankreich, wo sie überwiegend als Architektin tätig war, lag ihr Arbeitsschwerpunkt auf Bildungseinrichtungen und anderen öffentlichen Gebäuden.

## Leben
Högna Sigurðardóttir wuchs in einem kleinen Fischerdorf auf den Westmännerinseln an der Südküste Islands auf. Mit ihrem Berufswunsch Architektin bewarb sie sich an verschiedenen europäischen Universitäten und wurde schließlich 1949 – ohne französische Sprachkenntnisse – an der École Nationale Supérieure des Beaux-Arts in Paris angenommen, die sie 1960 abschloss. 1948 heiratete sie Gerhardt (auch: Gérald) Anspach, einen in Berlin geborenen Emigranten, der mit der US-Armee an der Landung der Alliierten in der Normandie teilgenommen hatte und danach in Paris Kunst studierte. Sie hatten zwei Töchter und ließen sich nach einem Zwischenaufenthalt in New York in Paris nieder.
Obwohl Högna seit 1961 ihr eigenes Büro in Paris hatte, arbeitete sie nach der Geburt ihrer ersten Tochter vorübergehend wieder in Island, wo sie in den 1960er Jahren einige Wohnhäuser entwarf, die für die gekonnte Verbindung isländischer Bautraditionen mit einer brutalistischen Architektur der Moderne gelobt wurden. Ihr Bakkaflöt-Haus in Garðabær von 1965 wurde 1999 in World Architecture: a Critical Mosaic als eines der 100 wichtigsten Gebäude des 20. Jahrhunderts in Europa gelistet.
Von 1963 bis 1966 war sie als Stadtplanerin am Institut d’aménagement et d’urbanisme de la Région parisienne angestellt, wo sie mit ihrem Kollegen Adrien Fainsilber Bekanntschaft schloss. Mit einem gemeinsamen Entwurf nahmen sie 1967 an dem Ideenwettbewerb für die Entwicklung der Universität Paris Nord in Villetaneuse teil und erzielten den ersten Platz. Im Anschluss betreuten die beiden Architekten die Umsetzung des Projektes. Das nächste gemeinsame Projekt war die Universität von Compiègne in Zusammenarbeit mit Fainsilber und einem weiteren Architekten.
In den 1970er Jahren arbeitete Högna mit verschiedenen Partnern im gemeinsamen Architekturbüro: Jean-Pierre Humbaire wurde 1972 ihr erster Partner, 1974 stießen André Crespel und 1988 Bernard Ropa dazu. Zeitweise firmierte das Büro unter dem Namen ACHR. Ihr architektonischer Schwerpunkt in Frankreich lag auf dem Bau von Bildungsbauten (Schulen, Kindergärten) und anderen öffentlichen Gebäuden.
Nach der Trennung von ihrem Mann 1992 kehrte Högna Sigurðardóttir nach Island zurück. Eine Tochter, die Filmemacherin Sólveig Anspach (1960–2015), starb 2015 an Krebs.
Anlässlich ihres achtzigsten Geburtstags und einer Schenkung ihrer Arbeiten an das Kunstmuseum Reykjavík veranstaltete dieses in Zusammenarbeit mit dem Isländischen Architektenverband Ende 2009 die erste Retrospektive der Architektin.

## Bauten und Projekte

### Island
- Haus auf Vestmannaeyjar-Inseln (während des Studiums), zerstört durch Vulkanausbruch 1973[9]
- Gärtnerei in Hveragerði (Abschlussarbeit, 1960)[13]
- Wohnhaus Brynjólfshús, Sunnubraut, Kópavogur, 1963[14][15]
- Wohnhaus Hafsteinshus, Bakkaflöt 1, Garðabæ/Gardahreppur; 1965–1968,[16][15] denkmalgeschützt seit 2011/2012[17]
- Wohnhaus Hrauntunga, Kópavogur, („in der gleichen Epoche“)[15]
- Wohnhaus Thorvardarhús, Brekkugerði 19, Reykjavík, 1965[2][18]
- Schwimmbad in Kópavogur, 1962–1967 (1. Phase), Erneuerung 1985, Erweiterung 1992[9][5]
- Ofanleitiskapella, Kapelle für Heimaey, Vestmannaeyjar-Inseln (Projekt, 1981)[19][20]

### Frankreich (ACHR)
- Université de technologie de Compiègne – Wohnheimkomplex (mit Jean-Pierre Humbaire)[21]
- Centre de loisirs des Quatre-Arbres, Élancourt, 1975 - 1980[22]
- Lycée technique René Cassin, Noisiel, Marne-la-Vallée, 1978 (1. Preis Wettbewerb), 1981 (Fertigstellung)[23][24]
- Lycée François Truffaut, Bondoufle, 1987 (1. Preis Wettbewerb), 1988-1990[25][20]
- École élémentaire publique Pierre Villette, Rue des Sablons, Schulkomplex in Saint Thibault des Vignes, 1991[26]
- Ecole Maternelle Alfred Chartier, Croissy-Beaubourg, 1982–1983[27]
- Crèche (Kindergarten/Kindertagesstätte) Jules Ferry, Massy[28]
- Lycée technique René Cassin (Ergänzungsbau), Noisiel, Marne-la-Vallée, 1990[29]
- Schulkomplex Pyramides, Évry, 1991 (Projekt/Wettbewerbsbeitrag)[30]
- Caserne des pompiers (Feuerwache), Pantin, 1991 (1. Preis Wettbewerb),[31] Umsetzung durch Bernard Ropa 1996[32]
- Archiv des Finanzministeriums in Savigny-le-Temple, 1998[33][34][35]
- University of the new town Marne-la-Vallee (Wettbewerb 1992, mit G. Hitter; Umsetzung?)[36]

## Auszeichnungen
- Honorary Medal for Visual Arts, Akureyri Art Museum, 2007[37]
- 1. Preis im Ideenwettbewerb für die Universität Paris-Nord in Villetaneuse, in Kooperation mit Adrien Fainsilber, 1967 [38]
- Ehrenmitglied Académie d’architecture, 1992[39][37]
- Falkenorden (nationaler Verdienstorden von Island), Stufe Ritter, 2010[40] bzw. 2014[41]

## Schriften
- Hogna Sigurdardottir-Anspach: Trois maisons à Reykjavik. In: André Schimmerling, Dominique Beaux (Hrsg.): le carre bleu. Band 3/84, itinéraire nordique / 2, 1984, ISSN 0008-6878, S. 25–29 (Digitalisat bei http://portaildocumentaire.citedelarchitecture.fr/ [PDF]).

## Ausstellungen
- Högna Sigurðardóttir – Matter and Spirit in Architecture – Retrospektive im Reykjavík Art Museum, 7. November 2009 – 28. Februar 2010[6]